# Lake Mendota
Der Lake Mendota liegt im US-Staat Wisconsin und grenzt nördlich an dessen Hauptstadt Madison. Der See ist relativ flach. Er wird durch den Yahara River gespeist, welcher im Norden einströmt und im Südosten wieder ausfließt. Die Eisperiode dauert im Winter etwa dreieinhalb Monate, wobei der komplette See mit einer dicken Eisschicht bedeckt ist.
An den Ufern des Sees befinden sich auch geschützte Naturgebiete und Parks, darunter der James Madison Park, sowie Universitätswohnungen, das Studentenwerk der UW (University of Wisconsin) und eine Reihe von Hotels und Restaurants. An den Wochenenden im Sommer sieht man dort viele Bootsfahrer, dennoch ist der Mendota-See selten überfüllt. Es gibt mehrere Bootsanlegestellen und zwei große Yachthäfen. Die Wassersportler an einem typischen Sommertag betreiben Angeln, Wasserski, Wakeboarding, Schlauchboot, Kanu, Windsurfen, Kajak, Segeln usw. Der See friert im Schnitt um den 20. Dezember ein und wird daher im Winter von Sportbegeisterten zum Eisbootsfahren, Eislaufen, Eisfischen, Skilanglauf, Eishockey und Snowkiten genutzt.

## Limnologie
Bekannt wurde der Lake Mendota durch zahlreiche limnologische Untersuchungen und Forschungen. Er gilt als einer der Geburtsorte der modernen Limnologie. Im Jahr 2017 war der See Gegenstand einer fünfjährigen metagemonischen Studie von Simon Roux et al. über Virophagen und die Riesenviren, die ihnen als Wirte dienen. Als Ergebnis wurde eine ganze Reihe von neuen Spezies der Virophagen-Klasse Virophaviricetes (ursprünglich Maveriviricetes) vorgeschlagen, die sich teilweise drei neuen Gattungen („Lake Mendota Virophage Candidate Genus 1“ bis „3“) zuordnen ließen.

## Umweltprobleme
Seit dem Beginn des 20. Jahrhunderts wurden Siedlungsabwässer in den See eingeleitet. Infolgedessen litt der See zunehmend unter der Eutrophierung. Von 1912 bis 1958 versuchte man mit Kupfersulfat die Überwucherung des Sees durch Algen zu kontrollieren. Zwar wurde dadurch die Algenblüte effektiv unterdrückt, aber das gelöste Kupfer sammelte sich als unlösliches Kupferkarbonat in den unteren Schichten des Sediments. Schließlich wurde ein Teil des Abwassers in die weiter nördlich angrenzenden Seen umgeleitet. Im Laufe der Zeit erfuhren diese Seen das gleiche Schicksal: Auch sie wurden mit der Zeit eutroph. Um mit der Situation fertigzuwerden, leitete man letztendlich das Abwasser in den Yahara River.
Während des Winters ist die Konzentration des gelösten Sauerstoffs im Epilimnion relativ hoch. Während des Sommers fällt die Konzentration des gelösten Sauerstoffs auf 1–2 mg.

## Bildergalerie

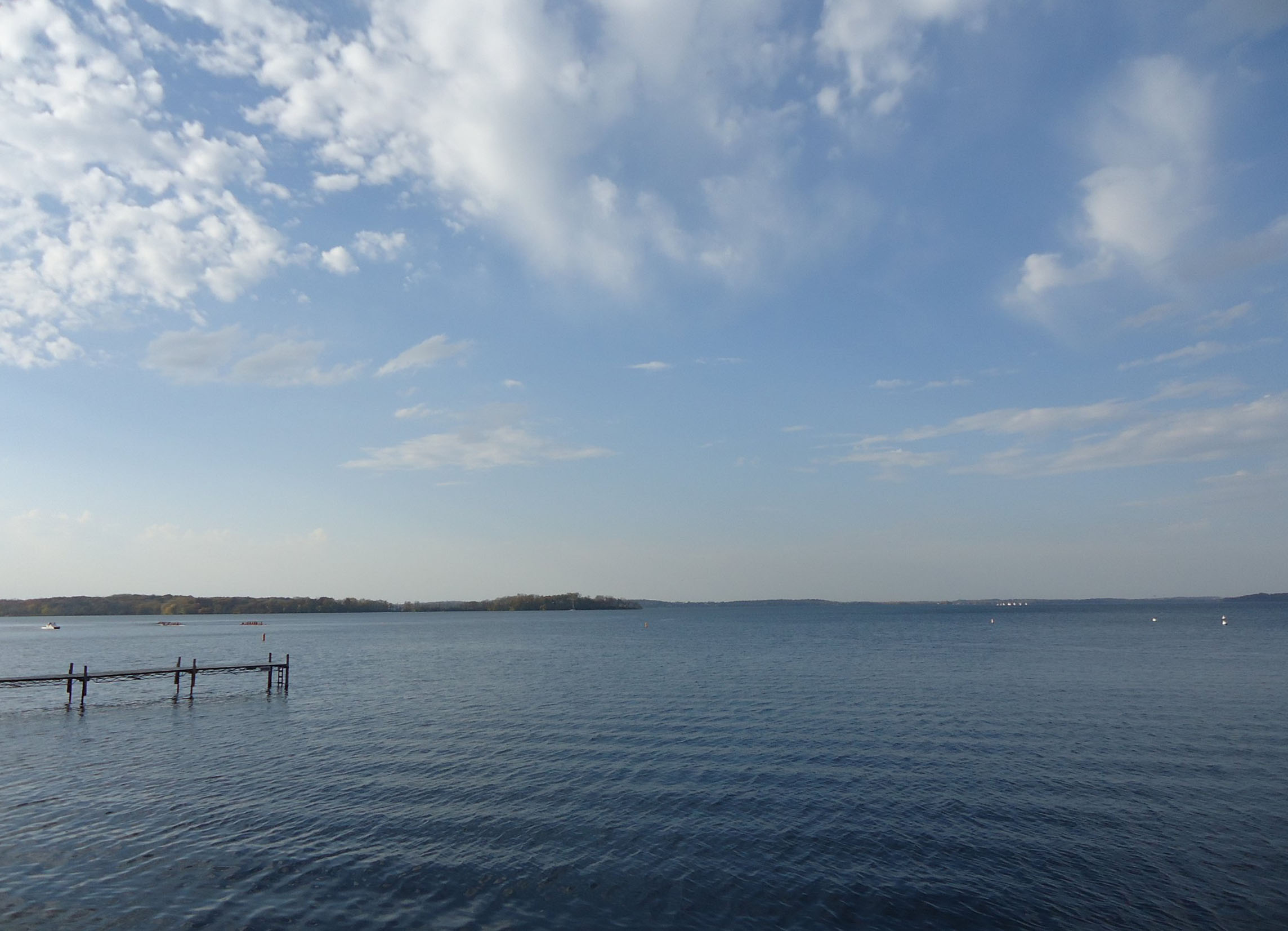
Der Mendota-See von den Stufen des Memorial Union aus gesehen
Der Mendota-See vom Porter Boathouse aus gesehen
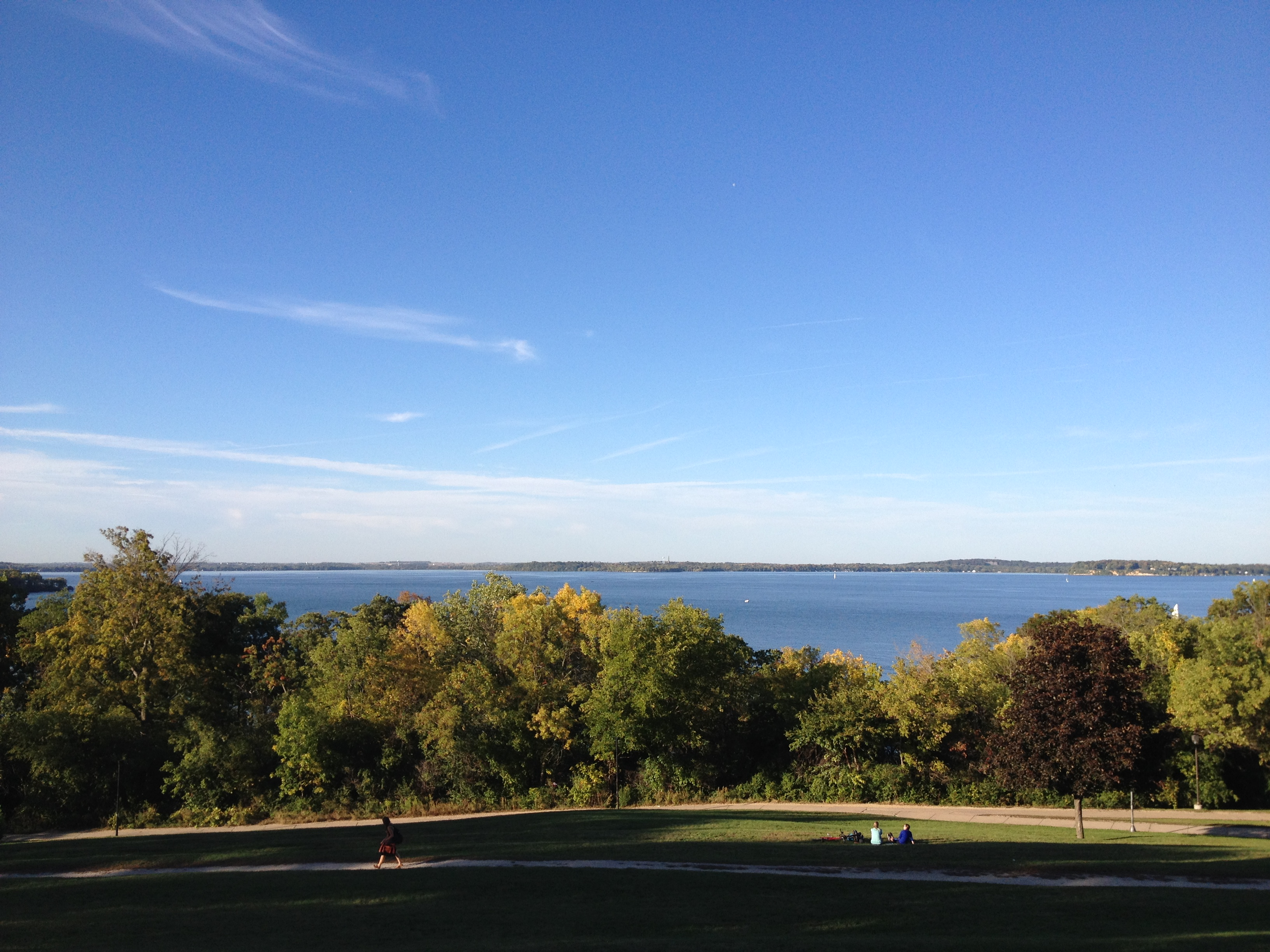
Der Mendota-See von der höchsten Stelle des Observatory Drive aus gesehen
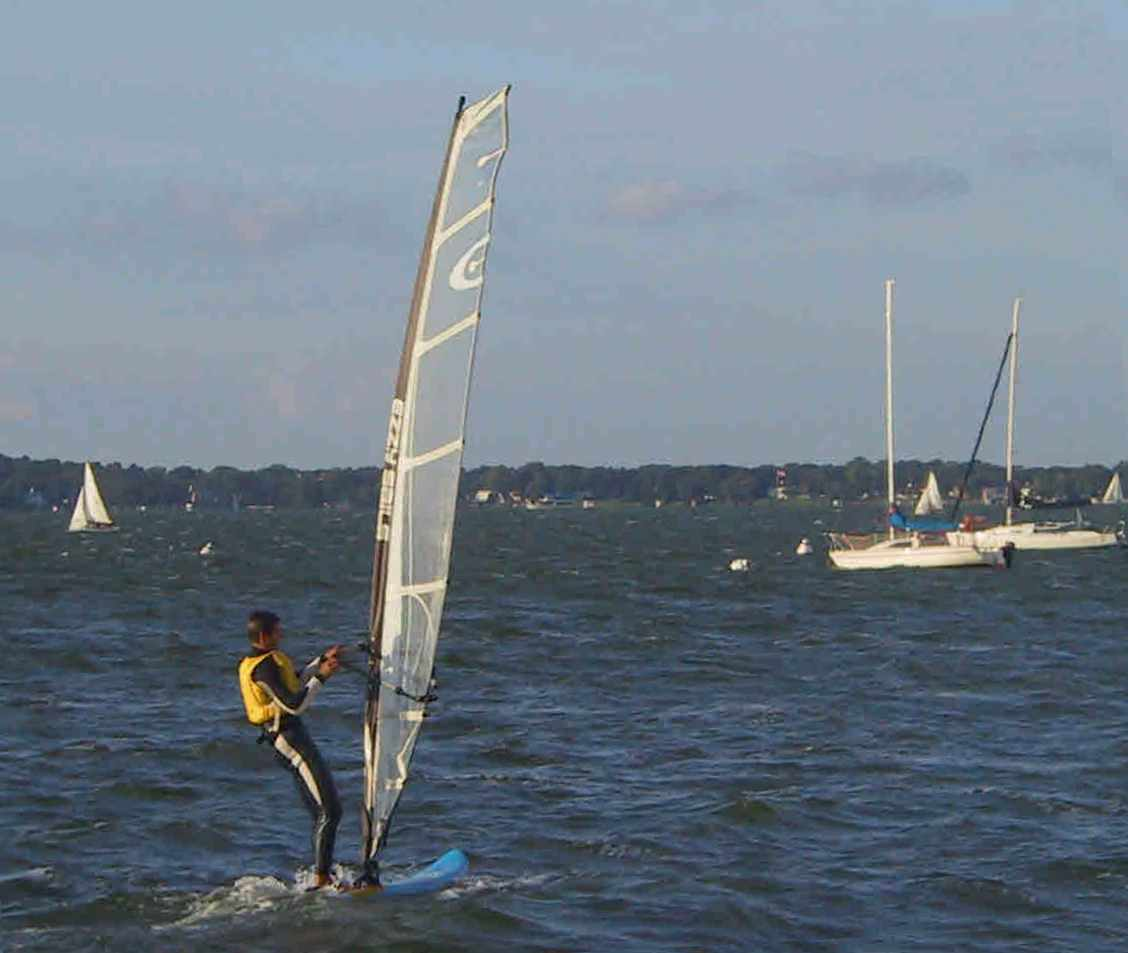
Windsurfer auf dem See
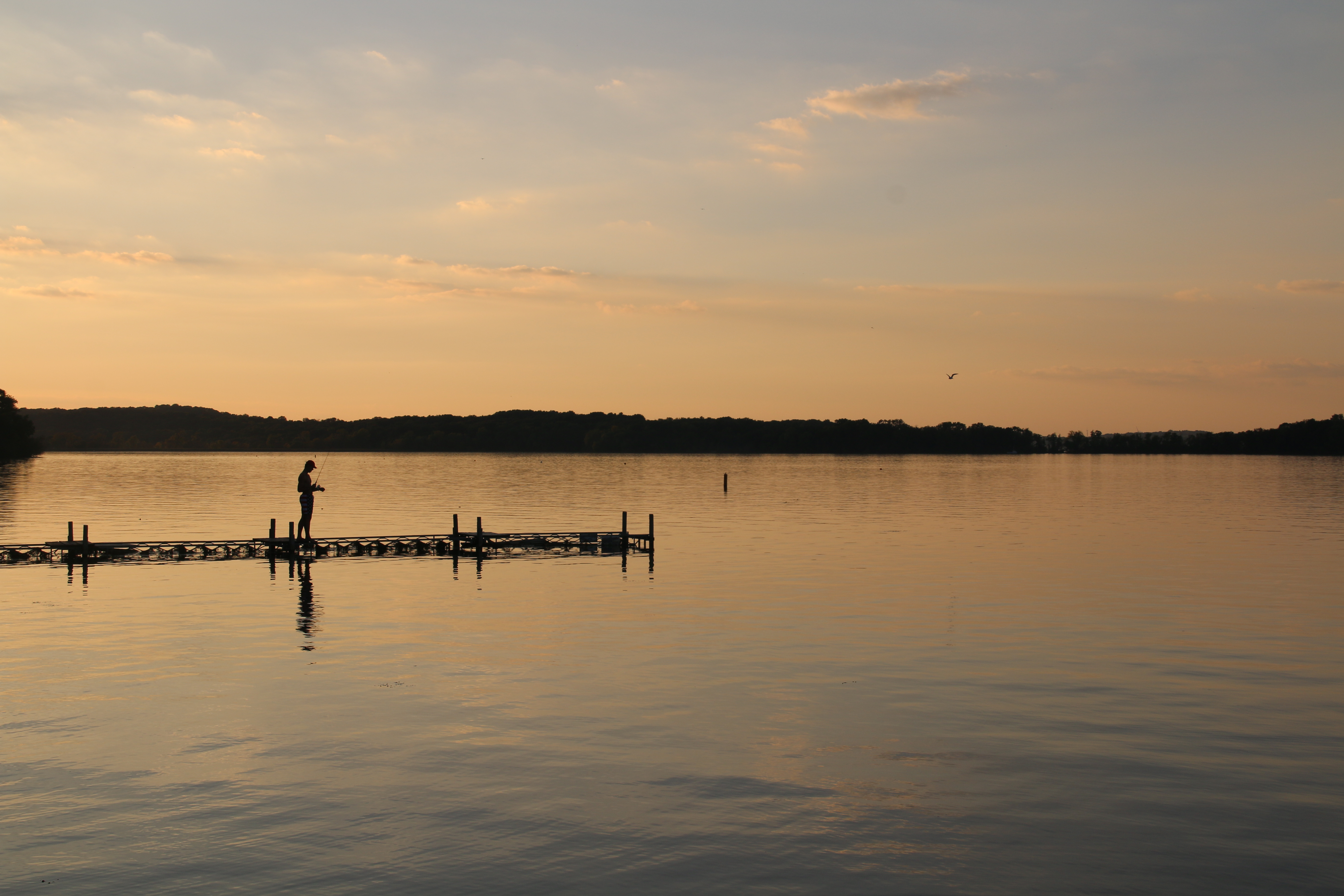
Der Mendota-See bei Sonnenuntergang
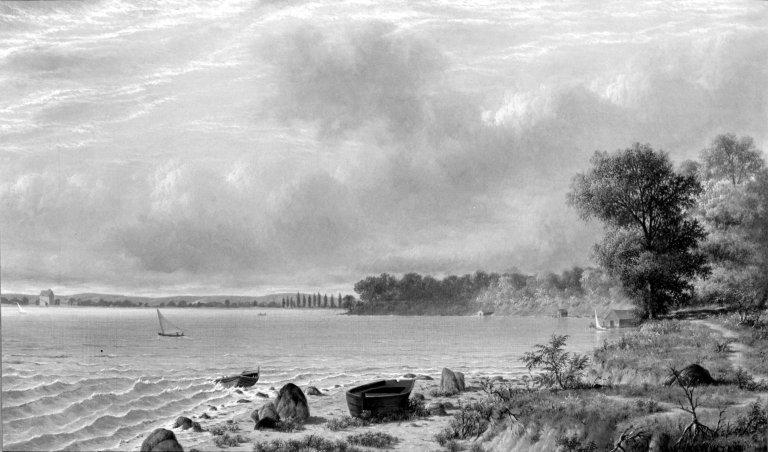
Lake Mendota, von Joseph Rusling Meeker, Brooklin Museum